# أندي داوسون
أندي داوسون (بالإنجليزية: Andy Dawson) (مواليد 20 أكتوبر 1978 في نورث أليرتون - إنجلترا) لاعب كرة قدم إنجليزي يلعب حاليا لصالح نادي الدرجة الممتازة هال سيتي الإنجليزي منذ 2003 في مركز قلب الدفاع .

## روابط خارجية
- أندي داوسون على موقع قاعدة بيانات كرة القدم.إي يو (الإنجليزية)
- أندي داوسون على موقع Soccerbase.com (لاعب) (الإنجليزية)
- أندي داوسون على موقع عالم كرة القدم.نت (الإنجليزية)
- أندي داوسون على موقع كووورة